# Ефект Рубін – Форда
Ефект Рубін — Форда — видима анізотропія у розширенні Всесвіту на масштабах близько 100 мільйонів світлових років, виявлена за рухом спіральних галактик, яка насправді може бути не справжнім фізичним явищем, а наслідком упередженості спостережень.
Ефект був вперше описаний Верою Рубін, Кентом Фордом і Норбертом Тоннардом з Інституту Карнегі, Мортоном Робертсом з Національної радіоастрономічної обсерваторії та Джоном Гремом з Міжамериканської обсерваторії Серро-Тололо. Їхній висновок полягав у тому, що вибірка галактик типу ScI в цілому рухалася зі швидкістю 885 км/с в напрямку певного астрономічного положення (l = 304°, b = 26°) відносно реліктового випромінювання, яке використовувалось для визначення нерухомої системи відліку.
Опис Рубін та її колег, який вперше з'явився в 1976 році, вважався новаторською роботою та був предметом наукових суперечок від моменту публікації. Зараз цей ефект вважають видимим, а не справжнім явищем, а дані, з яких він був отриманий, такими, що лише відображають неоднорідний розподіл галактик у регіоні, в якому було зроблено вибірку Рубін та Форда, натомість як в дійсності розширення Всесвіту фактично узгоджується з незбуреним габблівським полем швидкостей.
Бернард Джонс у огляді в 2002 році зазначає, що дані, на яких ґрунтується висновок про ефект, «дійсно упереджені у спосіб, описаний Фоллом і Джонсом [1976], і видимий великомасштабний потік, який передбачається цими даними, є помилковим… [Зміщення] виникає лише у вибірці галактик, відібраних у вузькому діапазоні абсолютних величин, таких як галактики ScI, і тому слід бути обережним, перш ніж стверджувати, що такі ефекти виникають в інших вибірках».